# タズィ
タズィ（英：Tazi）は、ロシア、カザフスタン、ウズベキスタン、トルクメニスタンをまたがる中央アジア原産のサイトハウンド犬種である。別名はミッド・アジアティック・タズィ（英：Mid-Asiatic Tazi）。犬種名はTazy、Tadzi、Tazoとつづられることもある。

## 歴史

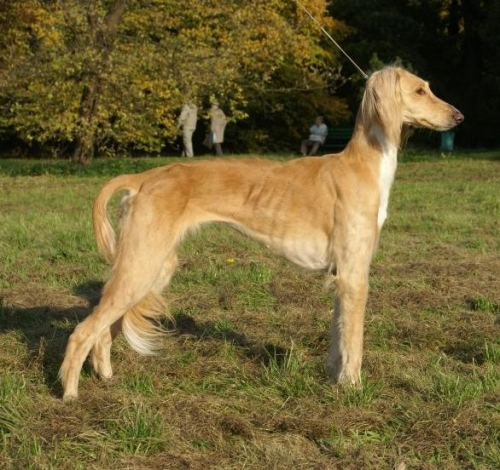
タズィの外見。

生い立った年代についてははっきりしないが、紀元元年前後に生まれたのではないかと言われている。アフガン・ハウンド・ベル・マレイがカスピ海東部の砂漠地帯で狩りをするのに適したものである。
主にパック若しくは単独でさまざまな動物を狩るのに使われていた。タズィが狩る動物はノウサギ、キツネ、ヤマネコ、マーモット、ガゼル、シカなどで、この他かつては狼の狩りも行なっていた。鋭い視覚で獲物を発見し、すさまじい脚力で追いかけ続け、獲物の体力が尽きたところで止めを刺して捕らえた。もともと原産地ではとても大切な存在であり、飢饉が起こった際にはタズィ1頭に対し労働用の馬47頭が交換されたという記録も残されているほどである。
しかし、近代になって交通網が発達し、手軽に食料が調達できるようになると、その利用価値は大きく減少してしまった。更に、これに追い討ちをかけるように冤罪をかけられ、1970年代になるとひどい迫害を受けるようになってしまった。冤罪の内容は、「タズィがシカやヤマネコを狩り過ぎたせいで、これらを絶滅の危機に追い込んだ」という旨のもので、それにより多くのタズィは過激な自然保護団体の手によって殺されていくことになってしまった。飼い主の多くはタズィの命を守るため、狩場であった砂漠の近くやカスピ海沿岸部にやむを得ず放犬したが、タズィの撲滅を目指す過激な自然保護団体（以下タズィ撲滅班）のメンバーは本種が放犬された地域をジープやヘリを用いて徹底的に捜索を行ない、多くが発見されて射殺されてしまった。しかし、十軒にも満たない少数の家庭ではタズィが密かに保護され、小規模だが絶滅を防ぐためのブリーディングが行なわれていたため、なんと種としての命をつなぎとめることが出来た。
タズィの大量殺戮が起きた数年後、シカやヤマネコの減少は毛皮や肉の売買を目的に乱獲を繰り返していた密猟団のしわざであったことが発覚し、更にその密猟団が使用していた猟犬は、なんとタズィではなく他種のサイトハウンド犬種であったということも判明、晴れてタズィの無実が証明された。「環境整備」を目的としてタズィの撲滅を目指していたタズィ撲滅班のメンバーはタズィの擁護者に謝罪を行なったが、擁護者側はそれを受け入れることなく激しく講義を行なった。「そもそも”環境整備”はタズィの撲滅とは関係が無い」、「罪の無いタズィを殺す必要は無く、もっと他の対処法は無かったのか」、「むしろ殺されるべきなのは密猟者のほうではないのか」、「失われたタズィの命をもっと償ってほしい」、「まさにこの行為はヒトラーが行ったホロコーストそのものである」などといった言葉で
行き場の無い怒りと無念の意を表した。
現在は公の場でも飼育され、手厚い保護が行われている。その頭数はいまだにとても少ないが、年々少しずつ頭数を回復させつつある。まだあまりにも頭数が少ないため原産地外ではほとんど飼育されておらず、FCIにも公認されていない。

## 特徴
外見がややサルーキにも似ているが、それよりもがっしりとして筋肉質の体つきをしている。サイトハウンド犬種のためマズル・首・脚・胴・尾が長い。マズルは先細りで頭部は小さく、耳は垂れ耳でフェザードという飾り毛が生えている。尾も飾り毛があり、尾形はサーベル形の垂れ尾。耳と尾以外はスムースコートで、毛色はブラック・アンド・タンやホワイト、グレー、グレー・アンド・ホワイトなど。大型犬サイズで、性格は忠実で温和だが少々の自立心があり、主人以外の命令は素直に受け付けない。視力や身体能力、体力が非常に優れていて、運動量もかなり多めである。このため、まず都心部では飼育できない犬種である。